# Яремійчук Марія Олексіївна
Марія Олексіївна Яремійчук (8 березня 1920, село Балинці, тепер Снятинського району Івано-Франківської області — 13 вересня 2013, там же) — українська радянська діячка, новатор сільськогосподарського виробництва, ланкова колгоспу імені Івана Франка села Балинці Гвіздецького (Снятинського) району Івано-Франківської області. Герой Соціалістичної Праці (13.07.1954). Депутат Верховної Ради УРСР 4-го скликання.

## Життєпис
Народилася у бідній селянській родині. Здобула початкову освіту в рідному селі.
Після захоплення Галичини Червоною армією, у 1940 році вступила до колгоспу села Балинці Гвіздецького району Станіславської області. Під час німецько-радянської війни працювала у власному господарстві.
З 1949 року — ланкова бурякосійної ланки колгоспу імені Івана Франка села Балинці Гвіздецького (потім — Снятинського) району Станіславської (Івано-Франківської) області. Закінчила трирічні агротехнічні курси.
Ланка Яремійчук відзначалася вирощуванням високих врожаїв цукрових буряків. У 1953 році одержали по 651,4 центнера цукрових буряків з кожного із 5 гектарів.
Член КПРС з 1955 року.
Обиралася делегатом XXIII з'їзду КП України, депутатом Івано-Франківської обласної ради, депутатом і заступником голови виконавчого комітету Балинцівської сільської ради депутатів трудящих, членом Івано-Франківського обласного і Снятинського районного комітетів КПУ, членом правління республіканського товариства «Знання».
Потім — на пенсії у селі Балинці Снятинського району Івано-Франківської області. Померла 13 вересня 2013 року. Похована в рідному селі.

## Нагороди
- Герой Соціалістичної Праці (13.07.1954)
- орден Леніна (13.07.1954)
- орден Трудового Червоного Прапора (26.02.1958)
- медалі